# Chukwuemeka Obioma
Chukwuemeka Obioma (* 20. November 1998) ist ein nigerianischer Fußballspieler.

## Karriere
Chukwuemeka Obioma stand von 2016 bis 2018 beim Erstligisten Enyimba FC in Aba unter Vertrag. Hier absolvierte er drei Erstligaspiele. 2019 wechselte er zum ebenfalls in der ersten Liga spielenden Heartland FC nach Owerri. Ende September 2020 wechselte er für ein Jahr zum Erstligisten Abia Warriors FC. Für den Verein aus Umuahia bestritt er 25 Erstligaspiele. Hierbei erzielte er elf Tore. Im August 2021 kehrte er zu seinem ehemaligen Verein Enyimba FC zurück. 2023 wurde er mit dem Verein nigerianischer Meister. Mit 14 Toren wurde er Torschützenkönig der Liga.

## Erfolge
Enyimba FC
- Nigerianischer Meister: 2022/23

## Auszeichnungen
Nigeria Professional Football League
- Torschützenkönig: 2022/23